# Cueva de las Maravillas
La cueva de las Maravillas es una cueva situada en el municipio de Gandía (Valencia) España. Con un importante yacimiento del Paleolítico superior. Están presentes las industrias gravetienses, solutrenses y de epigravetienses. Tras el Paleolítico, la cueva presenta diversos materiales hasta la época del vaso campaniforme. Los materiales encontrados en la cueva de las Maravillas, se conservan en el Museo de Prehistoria de Valencia.

## Historia
Los primeros hallazgos en la cueva de las Maravillas se descubrieron en los años 50. La cueva de las Maravillas junto a la cueva del Parpalló, son de gran importancia dentro del conjunto del arte rupestre levantino, teniendo en cuenta que no son muchos los hallazgos que se han encontrado y conservado de una época tan antigua. Restos anteriores a 15 000 años son más habituales, pero a partir de esa fecha, se reduce mucho la documentación. En la Comunidad Valenciana se conocen 425 lugares repartidos en 94 municipios. De todos ellos, solo cinco pertenecen al periodo del Paleolítico superior, y dos de ellos son la cueva de las Maravillas y la del Parpalló, en Gandía. En la cueva de las Maravillas se han encontrado quince representaciones parietales: caballos, uros, bueyes, cabras, ciervos ...
Por la apariencia del lugar se puede saber que aquí se encontraba en años atrás el mar. Su fauna cuenta con murciélagos y cangrejos. El clima es tibio y húmedo.
Cuenta esta cueva, desde hace tiempo, con una valla protectora que impide el paso de la gente y todavía no existe, a diferencia de la del Parpalló, un proyecto de apertura al público. La Unesco revisa desde 2008 los hallazgos de la cueva de las Maravillas y del Parpalló para declararlas Patrimonio de la Humanidad.